# 범죄단체조직죄
범죄단체조직죄(犯罪團體組織罪)는 사형, 무기 또는 장기 4년 이상의 징역에 해당하는 범죄를 목적으로 하는 단체 또는 집단을 조직하거나 이에 가입 또는 그 구성원으로 활동함으로써 성립하는 죄이다. 그 목적한 죄에 정한 형으로 처벌한다. 다만, 형을 감경할 수 있다. (114조) 집단적 범죄의 경향 및 그 위험성에 비추어 형법이 새로이 규정된 것이다. 형법 이외에 범죄단체의 조직·가입을 처벌하는 벌칙으로는 국가보안법 3조, 폭력행위 등 처벌에 관한 법률 4조와 최근에는 보이스피싱 범죄가 증가함에 따라 사기죄로 처벌하던 것을 범죄단체조직죄를 적용한다.

## 판례

### 범죄단체 조직,가입 인정 판례
- 피고인들이 수괴, 간부 가입자를 구분할 수 있을 정도의 지휘통솔체계를 갖춘 단체를 구성하고 또는 이에 가입한 후 피고인 갑으로부터 단체생활에 필요한 자금 등을 제공받고, 싸움에 대비하여 수시로 단체 및 개인훈련을 실시하는 한편 피고인 갑의 사주를 받거나 고향의 선배들을 괴롭히는 자들을 응징한다는 명목 등으로 위 단체구성후 1년 10개월 동안 16건에 걸쳐 강도상해 및 폭력행위(상해, 협박 등)를 자행하여 왔다면 그 과정에서 생활비절감 등의 편의상 함께 모여 단체생활을 한 일면이 있다고 인정된다거나 위 단체의 명칭이 수사단계에서야 비로소 붙여진 것이라 하더라도 피고인들의 위와 같은 소위는 결국 폭력을 목적으로 한 범죄단체를 구성 또는 이에 가입한 죄에 해당된다[1].
- 피고인등이 연주파라는 단체를 결성하기로 하면서 행동강령을 정하여 두목격 수괴, 두목격 고문, 부두목격 간부, 참모, 행동대장격 간부, 행동대원으로 그들 사이의 각 임무분담을 정함과 아울러 단체구성원들 간의 위계질서를 대체로 나이 순서에 따른 서열로 확립하고, 또한 합숙소를 마련하여 단체생활을 함에 있어 합숙소 장롱 안에 쇠파이프 등 흉기를 보관하면서 조직에서 관리하는 유흥업소나 도박장 등지에서 싸움이 붙거나 문제가 발생하면 즉시 현장에 가서 위력을 과시하거나 폭력을 행사하는 소위 '기동타격대'의 역할을 할 수 있도록 하며, 조직원 양성을 위한 훈련을 실시하고 조직에서 이탈하려는 자들에 대하여는 보복을 감행하는 등으로 조직의 와해를 방지하고, 조직운영비 등 활동자금은 조직원들을 유흥업소의 영업부장 등의 직책으로 취직시켜 보호비를 징수하거나 아파트새시공사 등을 통하여 조달한 금품 등으로 충당하며, 또 위 연주파에서 이탈한 조직원들에 의하여 구성된 단체를 제압하기 위하여 2회에 걸쳐 회칼, 쇠파이프 등 흉기를 사용하여 폭력을 행사하였다면, 위 연주파는 폭력범죄 등을 목적으로 하는 계속적이고 조직 내의 통솔체계를 갖춘 결합체로서 폭력행위등처벌에관한법률 제4조 소정의 범죄단체에 해당한다[2]

### 범죄단체 조직,가입 부정 판례
- 주주총회를 원활하게 진행케함으로써 정부시책에 적극 호응함과 동시에 진실한 투자인의 권익보호를 도모하려는데 있었다면 그 목적달성을 위한 과정에서 일부 총회꾼들의 주주권행사를 방해한 바 있고 그에 대한 사례조로 해당 회사로부터 금품을 수사한 것은 범죄단체 조직 가입이 아님[3]
- 5명이 도박장을 개장하기로 한 경우[4]
- 소매치기 조직[5]
- 4명이 공모하여 거액의 어음을 발행 후 부도냄[6]
- 단순히 위 폭력 등의 범죄를 예비, 음모하거나 또는 그 범죄의 모의에 가답하여 실행행위의 분담을 정함에 불과하거나 실행행위를 하였음[7]
- 타인의 자가용 유상운송행위를 제지하고 자신들만이 배타적으로 운송행위를 하기 위하여 조직한 단체가 친목단체로서의 성격이 짙다[8]
- 기존 범죄단체의 두목이 바뀌고 활동 영역과 태양이 변화하였으나 그 조직이 완전히 변경됨으로써 기존의 범죄단체와 동일성이 없는 별개의 단체로 인정될 수 있을 정도에 이르렀다고 볼 수 없다[9]
- 특정 다수인에 의하여 이루어진 계속적이고 통솔체제를 갖춘 조직화된 결합체라 하더라도 그 구성원이 같은 법 소정의 범죄에 대한 공동목적을 갖고 있지 않은 단체[10]